# Hiroyuki Morita
Hiroyuki Morita (森田 宏幸, Morita Hiroyuki; Fukuoka, 26 juni 1964) is een Japanse animator en regisseur. Het bekendst is hij door de regie van de film The Cat Returns bij Studio Ghibli. Bij dezelfde studio werkte hij als animator mee aan de films Kiki's Delivery Service en My Neighbors the Yamadas. Ook in de rol van animator werkte hij aan Ghost in the Shell 2: Innocence.